# Boogiepop y otros
Boogiepop y otros (Japonés: ブギーポップは笑わない;  Hepburn: Bugīpoppu wa Warawanai?), Boogiepop and Others en inglés, también conocido como Boogiepop Doesn't Laugh, es una serie anime de televisión de 2019 que adapta la novela ligera Boogiepop and Others, escrita por Kouhei Kadono e ilustrada por Koji Ogata.
Está dirigida por Shingo Natsume y producida por Madhouse. La serie se estrenó el 4 de enero de 2019. Crunchyroll adquirió los derechos internacionales de transmisión vía streaming de la serie, a excepción de Japón.
El 23 de febrero de 2019 se transmitió un especial de dos (2) horas, el cual es en realidad cuatro (4) episodios que adaptan el arco la novela visual ‘Yoake no Boogiepop’. También adapta la novela ‘Overdrive Waikyokou’ (Overdrive: The King of Distortion), estrenado en marzo de 2019.

## Argumento
Una leyenda urbana que se transmite de voz a voz cuenta que existe un shinigami que puede liberar a las personas del dolor que puedan estar sufriendo; a este ángel de la muerte se le llama Boogiepop. Cuando se desata una serie de desapariciones entre las estudiantes de la Academia Shinyo, la policía y el cuerpo docente asumen que solo son un montón de chicas fugitivas. Pero Nagi Kirima lo duda. Algo misterioso está en marcha.

## Personajes
- Eco (Japonés: エコーズ;  Hepburn: Ekōzu?), ser que toma la forma de la etapa final de la evolución humana. La Organización Towa lo usa para crear humanos sintéticos, y crear un clon de él: Mantícora. Cuando Mantícora escapa de la Organización Towa, Eco busca matarlo. Su nombre se debe a Eco.
- Mantícora (Japonés: マンティコア;  Hepburn: Manteikoa?), clon de Eco hecho por la Organización Towa. Mantícora escapó de ellos y trató de esconderse en la Academia Shinyo tomando la forma de Minako Yurihara. Mantícora lleva el nombre de la criatura de la mitología persa, un devorador de hombres.
- Boogiepop (Japonés: プギー;  Hepburn: Bugīpoppu?), es el shinigami del que se rumorea entre las alumnas de la Academia Shinyo, pero ¿es su origen verdaderamente sobrenatural? ¿o es simplemente una personalidad alternativa de su "anfitrión", Touka Miyashita?
- Touka Miyashita (Japonés: 花下藤花;  Hepburn: Miyashita Tōka?), estudiante de segundo año en la Academia Shinyo, quien sale con Keiji Takeda. Dentro de su bolso deportivo, se encuentran la ropa y el equipo de su otra identidad, la shinigami Boogiepop.
- Nagi Kirima (Japonés: 霧間凪;  Hepburn: Kirima Nagi?), conocida como la bruja del fuego. Estudiante de segundo año en la Academia Shinyo, pasa más tiempo investigando los misteriosos acontecimientos que en clase.
- Naoko Kamikishiro (Japonés: 子木城直;  Hepburn: Kamikishiro Naoko?), estudiante de tercer año en la Academia Shinyo. Ella se encuentra con Eco y se siente obligada a ayudarlo, solo para descubrir que compartieron un enlace telepático .
- Akio Kimura  (Japonés: 雄明雄;  Hepburn: Kimura Akio?), estudiante de segundo año en la Academia Shinyo, está enamorado de Naoko Kamikishiro.
- Keiji Takeda (Japonés: 竹田啓司;  Hepburn: Takeda Keiji?), estudiante de tercer año en la Academia Shinyo, pensó que sabía todo sobre su novia, Touka Miyashita, hasta que conoció a Boogiepop.
- Masami Saotome (Japonés: 早乙女正美;  Hepburn: Saotome Masami?), estudiante de primer año en la Academia Shinyo. Saotome siente una extraña atracción por las mujeres fuertes y peligrosas. Rechazado por Nagi Kirima, dirige su afecto hacia Mantícora, y comienza a ayudarla a esconderse en la sociedad humana, y a usar su poder para su beneficio.
- Kei Niitoki (Japonés: 敬刻敬;  Hepburn: Niitoki Kei?), estudiante de segundo año en la Academia Shinyo y la presidenta del Comité de Disciplina. Se caracteriza por su baja estatura.
- Kazuko Suema (Japonés: 子間和子;  Hepburn: Suema Kazuko?), estudiante de segundo año en la Academia Shinyo. Suema tiene una reputación entre los demás estudiantes debido a su inusual conocimiento de la psicología criminal.
- Shiro Tanaka (Japonés: 郎志郎;  Hepburn: Tanaka Shirō?), estudiante de primer año en la Academia Shinyo y estrella en ascenso del Club de Tiro con Arco, está saliendo con Naoko Kamikishiro.

## Producción
Con motivo del vigésimo aniversario del debut de la novela original de Kouhei Kadono, se anunció una adaptación a anime de la misma. La serie fue dirigida por Shingo Natsume y escrita por Tomohiro Suzuki, con animación de Madhouse. Hidehiko Sawada se encargó de los diseños de los personajes, mientras que Kensuke Ushio se encargó de la composición musical.
El tema de apertura es ‘Shadowgraph’ interpretado por MYTH & ROID, mientras que el tema de cierre es ‘Whiteout’ de Riko Azuna.
Crunchyroll adquirió los derechos de la serie para su transmisión vía streaming, a excepción de Japón. Los 18 episodios del anime están disponibles en su plataforma, incluido con doblaje inglés.

## Lista de episodios
| Ep. | Título | Notas | Estreno               |
| --- | --- | ----- | --------------------- |
| E1  | «Boogiepop and Others 1» «Boogiepop wa warawanai 1» (ブギーポップは笑わない 1) Hispanoamérica: «Boogiepop no sonríe 1.» | -     | 4 de enero de 2019    |
| E2  | «Boogiepop and Others 2» «Boogiepop wa warawanai 2» (ブギーポップは笑わない 2) Hispanoamérica: «Boogiepop no sonríe 2.» | -     | 4 de enero de 2019    |
| E3  | «Boogiepop and Others 3» «Boogiepop wa warawanai 3» (ブギーポップは笑わない 3) Hispanoamérica: «Boogiepop no sonríe 3.» | -     | 11 de enero de 2019   |
| E4  | «VS Imaginator 1» «VS Imaginator 1» (VSイマジネーター 1) Hispanoamérica: «Boogiepop Regresa: VS Imaginator 1.»          | -     | 18 de enero de 2019   |
| E5  | «VS Imaginator 2» «VS Imaginator 2» (VSイマジネーター 2) Hispanoamérica: «Boogiepop Regresa: VS Imaginator 2.»          | -     | 25 de enero de 2019   |
| E6  | «VS Imaginator 3» «VS Imaginator 3» (VSイマジネーター 3) Hispanoamérica: «Boogiepop Regresa: VS Imaginator 3.»          | -     | 1 de febrero de 2019  |
| E7  | «VS Imaginator 4» «VS Imaginator 4» (VSイマジネーター 4) Hispanoamérica: «Boogiepop Regresa: VS Imaginator 4.»          | -     | 8 de febrero de 2019  |
| E8  | «VS Imaginator 5» «VS Imaginator 5» (VSイマジネーター 5) Hispanoamérica: «Boogiepop Regresa: VS Imaginator 5.»          | -     | 15 de febrero de 2019 |
| E9  | «VS Imaginator 6» «VS Imaginator 6» (VSイマジネーター 6) Hispanoamérica: «Boogiepop Regresa: VS Imaginator 6.»          | -     | 22 de febrero de 2019 |
| E10 | «Boogiepop At Dawn 1» «Yoake no Boogiepop 1» (夜明けのブギーポップ 1) Hispanoamérica: «Boogiepop At Dawn 1.»            | -     | 24 de febrero de 2019 |
| E11 | «Boogiepop At Dawn 2» «Yoake no Boogiepop 2» (夜明けのブギーポップ 2) Hispanoamérica: «Boogiepop At Dawn 2.»            | -     | 24 de febrero de 2019 |
| E12 | «Boogiepop At Dawn 3» «Yoake no Boogiepop 3» (夜明けのブギーポップ 3) Hispanoamérica: «Boogiepop At Dawn 3.»            | -     | 24 de febrero de 2019 |
| E13 | «Boogiepop At Dawn 4» «Yoake no Boogiepop 4» (夜明けのブギーポップ 4) Hispanoamérica: «Boogiepop At Dawn 4.»            | -     | 24 de febrero de 2019 |